# Norchi Dinamoeli Tbilisi
La Norchi Dinamoeli Tbilisi è una squadra di calcio georgiana, società calcistica della città di Tbilisi, che milita nel massimo campionato georgiano.

## Storia
La Scuola Calcio Norchi Dinamoeli è stata istituita dal FC Dinamo Tbilisi nel 1949. Lo scopo principale della scuola era quello di preparare i giovani giocatori per il club. Il FC Norchi Dinamoeli è diventato il vincitore della Pirveli Liga nel 1999 e promosso all'Umaglesi Liga, dove ha partecipato come FC Tbilisi. Prima stagione è stata disputata nella Umaglesi Liga. La stagione successiva il Club unito al FC Merani-91 Tbilisi ha partecipato come Norchi Dinamo-Merani-B. Nel 2002, FC Merani ha dovuto affrontare problemi finanziari a causa del crollo della squadra e venne retrocesso dalla Liga Umaglesi. Dal 2003, l'FC Norchi Dinamoeli ha giocato nella Meore Liga. La squadra ha vinto la Meore Liga nel 2006 ed è passata nella Pirveli Liga. Il club partecipa al Pirveli Liga.

## Rose delle stagioni precedenti
- 2011-2012

## Cronistoria
| Stagione  | Campionato       | Pos. |
| --------- | ---------------- | ---- |
| 1995–96   | Pirveli Liga     | 2    |
| 1996–97   | Pirveli Liga     | 5    |
| 1998–99   | Pirveli Liga     | 1    |
| 1999–2000 | Umaglesi Liga    | 14   |
| 2001–02   | Pirveli Liga     | 11   |
| 2005-06   | Meore Liga East. | 1    |
| 2006-07   | Pirveli Liga     | 8    |
| 2007-08   | Pirveli Liga     | 10   |
| 2008-09   | Pirveli Liga     | 10   |
| 2009-10   | Pirveli Liga     | 8    |
| 2010-11   | Pirveli Liga     | 10   |
| 2011-12   | Pirveli Liga     | 1    |
| 2012-13   | Pirveli Liga     |      |

## Palmarès
- Pirveli Liga
  - Campione 1998-99
  - Secondo posto 1995-96
- Meore Liga
  - Campione 1994-1995 (Zona Est)
  - Campione 1996-1997 (Zona Est) (Norchi Dinamoeli-2)
  - Campione 1998-1999 (Zona Est) (Norchi Dinamoeli-2)
  - Campione 2002-2003 (Zona Est)
  - Campione 2005-2006 (Zona Est)